# 托比·博特斯
托比·博特斯（義大利語：Tobie Botes；1984年4月26日—）是一位意大利橄欖球運動員。他是意大利國家橄欖球隊的一員，代表意大利參加了2014年橄欖球六國杯的賽事。